# Poštarski dom na Vršiču

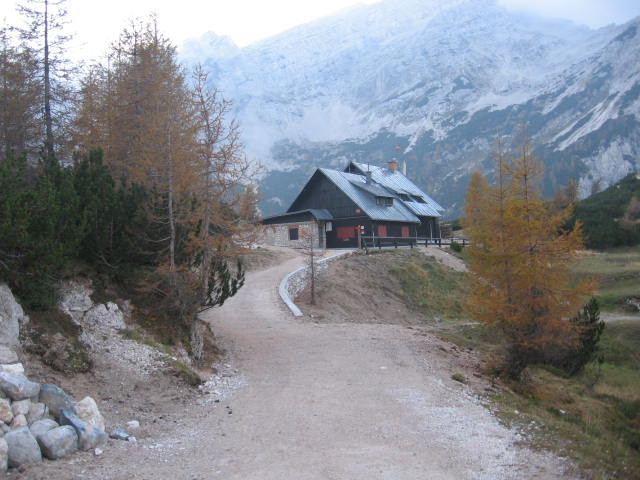
Poštarski dom na Vršiču

Poštarski dom („Dom Listonosza”) – schronisko turystyczne na przełęczy Vršič. Zarządza nim Planinsko društvo Pošte in Telekoma Ljubljana (Towarzystwo Górskie Poczty i Telekomunikacji Lublana) i jest czynne w letnim sezonie. Schronisko ma trzy przestrzenie dla gości ze 105 miejscami i bar. Do dyspozycji ma w 13 pokojach 45 łóżek i 20 miejsc we wspólnych salach. Jest punktem wyjściowym szlaków górskich na Mojstrovkę, Prisojnik, Razor, Jalovec i inne szczyty Alp Julijskich.
Schronisko wybudowali w 1922 jugosłowiańscy pogranicznicy i używali go jako strażnicy granicznej. W 1952 jeseniccy turyści górscy zmienili je na schronisko górskie. Następnego roku pocztowcy-turyści na jego miejscu wybudowali dzisiejszy obiekt.

## Dostęp
- 30 min: z Erjavčevej kočy na Vršiču
- 15 min: od Tičarjevego domu na Vršiču